# 邯鄲駅
邯鄲駅（かんたんえき）は河北省邯鄲市邯山区に位置する、中国鉄路総公司（CR、中国国鉄）の駅。北京鉄道局所属の一等駅。

## 利用可能な鉄道路線
- 中国国鉄
  - 京広線
  - 邯長線（中国語版）
  - 邯済線（中国語版）

## 概要
1904年（光緒30年）開業、 京広線、邯長線が経由し、旅客、貨物輸送を取り扱い、駅構内及び上下線方向共に電化されている。北京西駅より442キロ、 豊台駅より431キロ、広州駅より1852キロ、済南駅 235キロ、太原駅より221.7キロの位置にある。2015年11月9日より、邯鄲駅の改修工事が実施された。工事は新駅舎の建設、1、2、3番ホーム、跨線橋及び地下通路、貨物用通路、駅構内の建設または改修を行い、2017年4月30日に竣工予定。工事期間は駅業務の一部制限が行われ、一部列車が通過扱いとなる。

## 隣の駅
中国国鉄
京広線
黄粱夢駅 - 邯鄲駅 - 邯鄲南駅
邯長線
邯鄲駅 - 北張荘駅
邯済線
邯鄲駅 - 邯鄲南駅